# Казале Монферато
Казале Монферато (на италиански: Casale Monferrato, на пиемонтски: Casal, на тамошен диалект: Casà) е град с 34 597 (на 31 декември 2012) жители в италианската провинция Алесандрия (AL), регион Пиемонт.
Намира се на ок. 60 км от Торино на десния бряг на река По, на 116 м надморско равнище, заобиколено от хълмовете на Монтферат. Има площ от 86,32 км².
Казале Монферато е столица на Маркграфство Монферат (967–1574), което през 1574 г. става Херцогство Монферат (1574–1703), управлявани от фамилията Гонзага.